# Histiophryne bougainvilli
Histiophryne bougainvilli es una especie de pez del género Histiophryne.

## Descripción
Mide 7 cm de longitud (70 mm), aunque puede variar y llegar hasta los 9 cm (90 mm) o más. Una de sus características es el señuelo que tiene adherido en el hocico. Es de color amarillento, otros marrón, beis o rosado, algunos ejemplares cuentan con manchas redondas de color rojo. El cuerpo es bastante comprimido y liso, boca y cabeza grande, ojos diminutos. Cuenta con tres espinas dorsales, además de una especie de bolsillo que está entre el cuerpo y la cola que sirve para proteger los huevos.

## Distribución y hábitat
Esta especie se distribuye por Queensland hasta el norte en la costa central de Australia Occidental. Habita en arrecifes de coral y rocosos costeros. Puede alcanzar profundidades de hasta 300 m y se camufla con el entorno o con otras especies como las esponjas marinas.